# Unabhängigkeitspartei (Ungarn)
Die Unabhängigkeitspartei (ungarisch Függetlenségi és Negyvennyolcas Párt – Unabhängigkeits- und 48er-Partei, auch Nationalpartei oder umgangssprachlich Kossuth-Partei genannt) wurde am 17. Mai 1874 im Königreich Ungarn in Nachfolge der Nationalpartei 1848 (Országos 1848-as Párt) gegründet.
Sie war das Sammelbecken der nationalen Opposition in der Tradition von Lajos Kossuth und der Revolution von 1848. Sie stützte sich in erster Linie auf den mittleren Adel. Die Partei lehnte den Ausgleich von 1867 ab und strebte die vollständige Unabhängigkeit oder zumindest eine Personalunion und damit stärkere Ablösung Ungarns von Österreich und den Habsburgern an. 
Am 29. September 1884 wurde die Unabhängigkeitspartei durch eine Vereinigung mit einer anderen 1848-Partei von Albert Apponyi neu gegründet.
Bei den ungarischen Parlamentswahlen im Januar 1905 verlor die Liberale Partei zum ersten Mal seit dem Ausgleich 1867 ihre Mehrheit, die Unabhängigkeitspartei unter Ferenc Kossuth führte eine Koalition mit einer parlamentarischen Mehrheit an. Dies führte zur Ungarischen Krise 1905, als deren Ergebnis die Unabhängigkeitspartei erstmals in der Regierung vertreten war. Sie übernahm im Kabinett Sándor Wekerle 1906 drei Ministerien. Am 12. November 1909 spaltete sich die Partei in einen gemäßigten und einen radikalen Flügel, am 25. Januar 1918 wurde die verbliebene Partei schließlich von Wekerle neu gegründet und am 7. November 1918 aufgelöst.

## Wahlergebnisse bei Parlamentswahlen
| Wahl | Abgeordnete | Prozent       |
| ---- | ----------- | ------------- |
| 1875 | 36          | 8,70 %        |
| 1878 | 76          | 18 %          |
| 1881 | 88          | 21 %          |
| 1884 | 72          | 17,43 %       |
| 1887 | 78          | 18,89 %       |
| 1892 | 86          | 20,82 %       |
| 1896 | 50          | 12,10 %       |
| 1901 | 79          | 19,13 %       |
| 1905 | 165         | 39,95 %       |
| 1906 | 253         | 61,26 %       |
| 1910 | 51/44       | 12,35/10,65 % |